# Abdera (Griekenland)

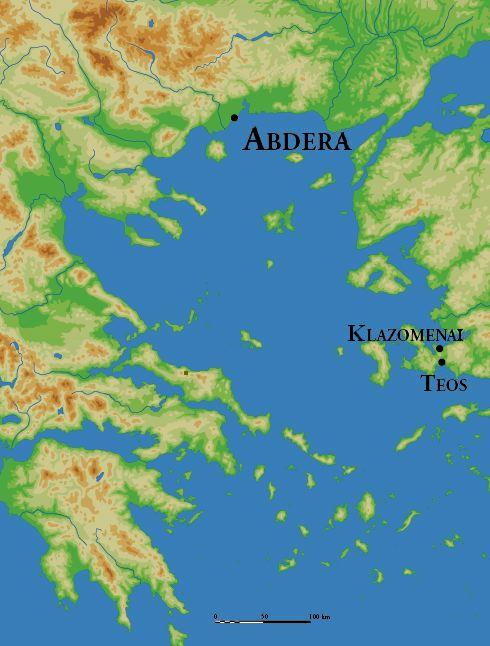
Ligging van Abdera en zijn twee opeenvolgende metropoleis Clazomenae en Teos.

Abdera (Oudgrieks: Ἄβδηρα, Ábdēra) was een polis in het antieke Thracië, gelegen nabij de monding van de Nestos en tegenover het eiland Thasos. Ze werd gesticht in 656–654 v.Chr. en herdoopt tot Polystylon (Πολύστυλον, Polýstylon) in de 9e eeuw n.Chr. alvorens te worden verlaten in de Ottomaanse periode.

## Apoikiavan Clazomenae en Teos
De mythische stichting van de stad werd toegeschreven aan Herakles (voor diens door de Thracische koning Diomedes zijn merries opgegeten vriend Abderos,) de historische stichting echter aan de Ionische polis Clazomenae (Klein-Azië). De stichting van de apoikia (cf. kolonie) zou onder leiding van Timesius hebben plaatsgevonden in 656–652 v.Chr. Deze eerste nederzetting, die omwille van de vijandige Thraciërs was versterkt, zou snel in verval geraken. Aanwijzingen voor hun aanwezigheid lijkt men wel te kunnen terugvinden in Oud-Grieks aardewerk uit de 7e eeuw v.Chr. Er zijn ook archaïsche graven teruggevonden.

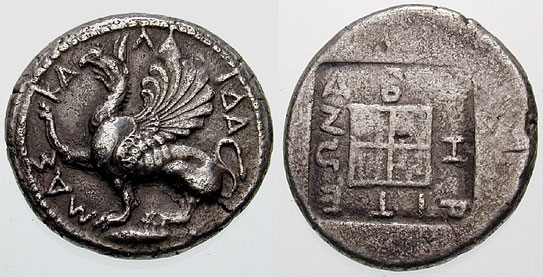
Zilveren tetradrachme met aan de voorzijde een griffioen met in de legende de naam van de magistraat en aan de keerzijde een quadripartiet incuse en in de legende / Abdēriteōn (van de Abderieten) (ca. 460-440 v.Chr.).

In 545 of 544 v.Chr. werd de stad echter hersticht door inwoners van Teos (een naburige polis van Clazomenae) (waaronder mogelijk ook de dichter Anakreon) die wegens de Perzische oorlogsdreiging waren gevlucht. Haar voornaamste beeldenaar op haar zilveren tetra- en octadrachmen was net zoals die van Teos een griffioen (afbeelding 2). Haar zilveren munten stonden bekend om hun schoonheid en verscheidenheid in beeldenaars op de keerzijde. Haar strategische positie aan de Thracische kust, haar twee havens en haar rijke grondgebied brachten haar een voorspoedige welvaart en zilveren munten van Abdera zijn tot in Egypte, Syrië en Mesopotamië teruggevonden, wat op de levendige handel die de inwoners van Abdera dreven wijst. Op de munten vinden we ook graanhalmen terug, wat wijst op rijke landbouwarealen. De zeebarbeel van Abdera stond ook bekend als een lekkernij en ze stond ook bekend om haar inktvissen. Ook de handel met het Thracische binnenland en in het bijzonder met het Odrysische koninkrijk droeg bij tot de rijkdom van de Abderieten.
Tijdens de Perzische Oorlogen stond Abdera onder Perzische controle. In 513 v.Chr. en 512 v.Chr. zouden de Perzen Abdera veroveren. In 492 v.Chr. zouden de Perzen voor Darius I Abdera heroveren. Het diende vervolgens als marinebasis voor Mardonius in zijn campagne tegen de Griekse poleis van de noordelijke Egeïsche Zee en de Thracische stammen in 492 of 491 v.Chr. Tijdens de Perzische invasie van 480 v.Chr., houden Xerxes en zijn leger er halt, en worden er opnieuw ontvangen het jaar daarop bij hun terugtocht naar Klein-Azië.

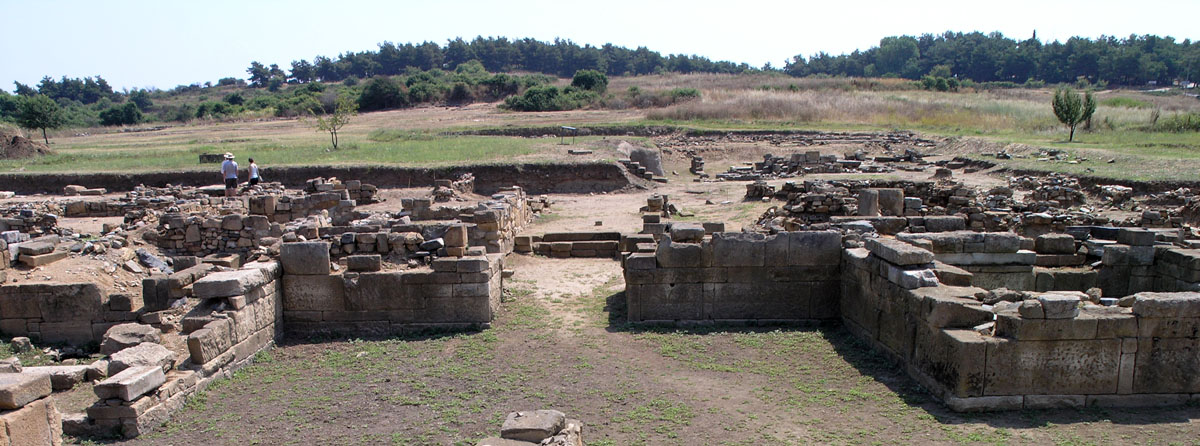
Westpoort van de tweede stadsmuur (zuiden).

Abdera werd lid van de eerste Delisch-Attische Zeebond, waarbij zijn welvaart nog maar eens bleek daar het een uitzonderlijk hoge bijdrage aandroeg (10 à 15 talenten vanaf 454 v.Chr.). Tegelijkertijd had Abdera enge banden met het aangrenzende Odrysische koninkrijk. In 431 v.Chr. nam Abdera, onder leiding van de Atheense proxenos Nymphodorus, het initiatief, tot een vereniging van Thracië (via zijn schoonbroer, de Odrysische koning Sitalkes) en Macedonië.
In 376 v.Chr. werd Abdera overvallen door 30 000 Triballi, die alle inwoners die onder de wapens waren uitmoordden, alvorens de stad kon worden gered door de interventie van de Atheense generaal Chabrias. Het jaar daarop treedt Abdera toe tot de tweede Delisch-Attische Zeebond en blijft in de Attische invloedssfeer tot ongeveer 350 v.Chr.

## Macedonisch en Romeins Abdera

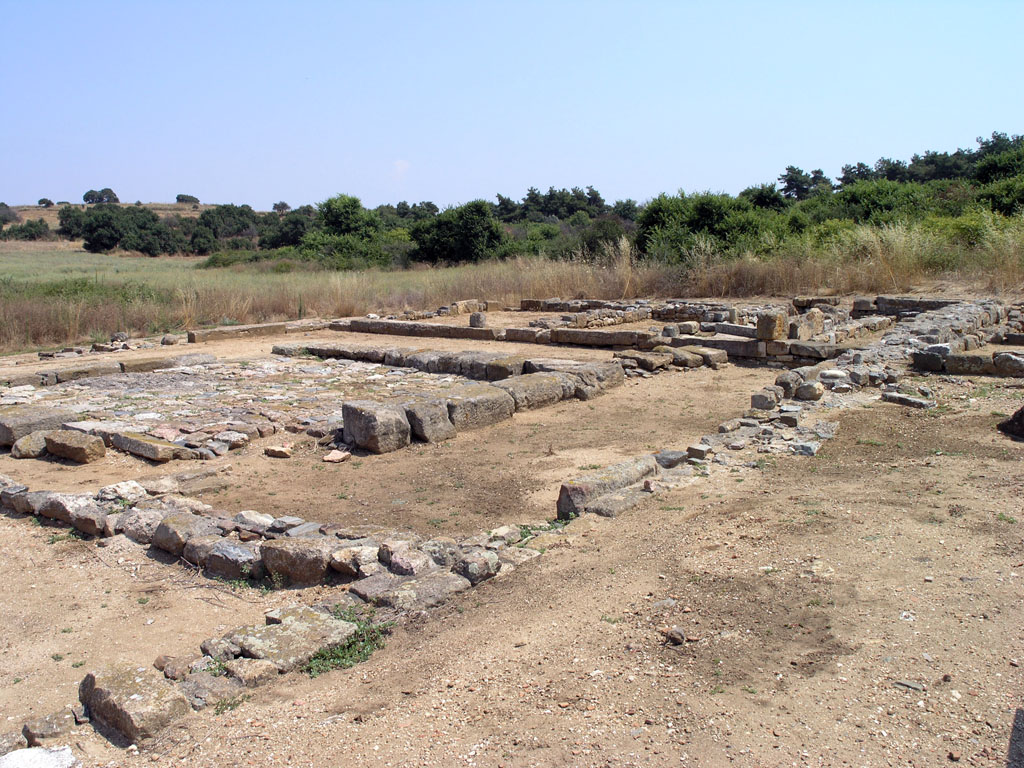
Grote woning uit de hellenistische en Romeinse periode, met centrale geplaveide koer.

Rond 350 v.Chr. veroverde Philippos II van Macedonië de stad en werd deze samen met de andere poleis aan de Thracische kust, Maroneia en Ainos in een stratēgia geïncorporeerd die onder het directe gezag van een Macedonische luitenant-generaal stond.
Na de dood van Alexander de Grote ging de polis over in de handen van verschillende hellenistische rijken – de Antigoniden, de Seleuciden en de Ptolemaeën – naargelang de welke van deze rijken haar macht wist uit te breiden. In 170 v.Chr. werd de stad belegerd en geplunderd door het Romeinse leger en dat van Eumenes II van Pergamon. De overwinning van Rome op het koninkrijk Macedonië in 168 v.Chr. zorgde ervoor dat de steden van Thracië onder de Romeinse hegemonie kwamen te staan: de Macedonische stratēgia werd opgeheven en de poleis, waaronder ook Abdera, werden vrij verklaard.
Desondanks was de voorspoedige periode voor Abdera afgelopen: het kende niet enkel een terugval omdat het veraf lag van de grote oost-westverkeersas die de Via Egnatia was, maar ook door de moerasvorming door het voortdurende stijgen van de Nestos. Tegelijkertijd verzandde de baai waaromheen de oorspronkelijke stad was gevestigd, en midden 4e eeuw, moeten de inwoners van Abdera de haven naar het zuiden verleggen en een nieuwe muur bouwen om de twee nieuwe havenbassins. Deze tweede stad is het best opgegraven: buiten de stadsmuur (afbeelding 3) heeft de opgraving ervan een groot aantal grote gebouwen (afbeelding 4) aan het licht gebracht waarvan de bewoning zich voortzette tot in de Romeinse periode (2e–3e eeuw n.Chr.). Het enige belangrijke publieke gebouw dat is opgegraven, buiten de stadsmuur, is het theater dat in een behoorlijk slechte toestand werd teruggevonden.

## Van Abdera naar Polystylon

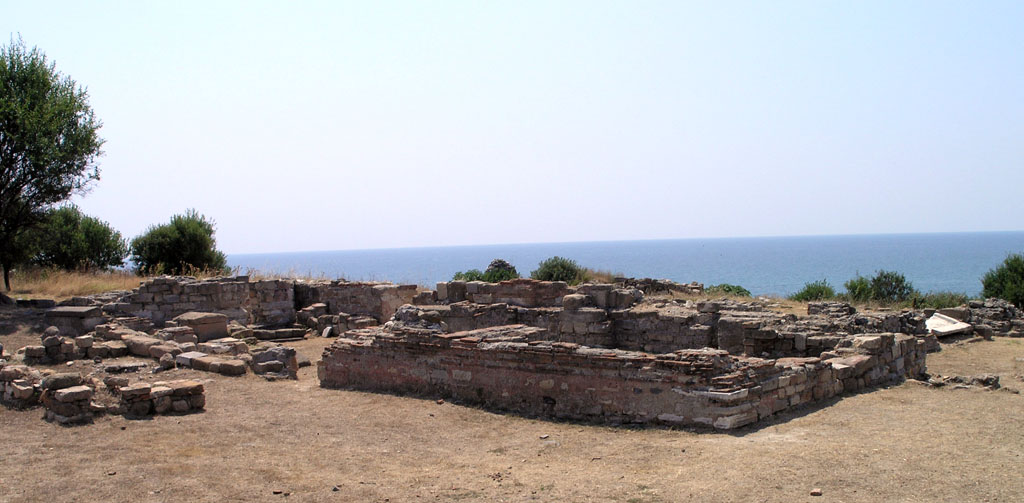
Belangrijkste christelijke basiliek van de akropolis van Abdera/Polystylon.

Onder de regering van keizer Constantijn de Grote (307–337 n.Chr.) zou de reeds erg verzwakte stad door een grote natuurramp volledig worden verwoest: ze wordt de volgende vijf eeuwen niet meer vermeld in de bronnen.
Ze duikt terug op in een episcopale lijst uit 879 onder de naam « Polystylon »: een zekere Demetrios wordt hierin vermeld als haar vertegenwoordiger op het concilie van Constantinopel in dat jaar. De heropleving van de stad was het gevolg van een herurbanisatiebeweging die het Byzantijnse Rijk onder de Macedonische dynastie karakteriseerde. De naam, die letterlijk « de talrijke zuilen » betekent, verwijst duidelijk naar de naburige restanten van de antieke stad (dit toponiem is veelvoorkomend in Griekenland en wordt ook bijvoorbeeld aangetroffen in de omgeving van het nabij gelegen Philippi). Volgens de conciliaire lijst was de bisschop van Polystylon hulpprediker van metropoliet van Philippi, alvorens hij werd toegevoegd aan die van het meer nabij gelegen Maroneia in 1365–1370.

## Depolisen haarpoliteia
Abdera bezat de gebruikelijke instellingen voor een Oud-Griekse democratie: de demos en de boulè hadden de macht in handen, die werd uitgeoefend door de voornaamste magistraten die Timouchoi (Τιμούχοι) en in de 2e eeuw v.Chr. Nomophylakes (Νομοφύλακες) werden genoemd. De financiën werden gecontroleerd door de archontes. De polis hield zorgvuldig haar administratieve en legislatieve archieven bij die werden bewaard in het heiligdom van Dionysus.
Buiten Dionysos, waren de voornaamste godheden die werden vereerd Demeter, tijdens de Thesmophoria, Apollo, de stadsgod, alsook Athena Épipyrgitis en Aphrodite.
Abdera stond bekend om zijn intellectuelen, en vooral om zijn filosofen: Protagoras, Leucippus, Democritus, Anaxarchus waren allen afkomstig uit Abdera.
De bevolking van de polis bedroeg mogelijk in haar bloeitijd tussen de 30 000 en 100 000 inwoners.

## Abderieten: onnozele halzen of grote denkers?
Hoewel Abdera grote denkers als Protagoras en Democritus had voortgebracht, hadden de Abderieten de naam onnozele halzen te zijn. Een betekenis die de term Abderiet ook in het Nederlands heeft behouden. De Duitse auteur Christoph Martin Wieland zou een satire, Die Abderiten, eine sehr wahrscheinliche Geschichte (1780-1781), schrijven, een ironische schildering van de antieke stadstaat Abdera, een provinciaal, kleinburgerlijk en geborneerd staatje, dat bevolkt wordt door dwaze, lichtgelovige mensen die hun eigen domheid niet inzien.